# 21913 Taylorjones
21913 Taylorjones è un asteroide della fascia principale. Scoperto nel 1999, presenta un'orbita caratterizzata da un semiasse maggiore pari a 2,7087355 UA e da un'eccentricità di 0,0545097, inclinata di 1,64908° rispetto all'eclittica.